# 安德烈·科比亞科夫
安德烈·弗拉基米羅維奇·科比亞科夫（1960年11月21日—），是一名白俄羅斯政治人物，生於莫斯科。

## 生平
1983年毕业于莫斯科航空学院，之后在明斯克市机械总厂工作。1991年在白俄罗斯国立经济学院进修毕业。从1996到1998年他是白俄罗斯国家监察委员会副主席。1998年6月，担任白俄罗斯国营公司主席，负责轻工产品的生产和销售。1998年12月2日被总统任命为国家监察委员会主席。2000年至2001年任第一副总理，2001年9月24日任副总理，2002年7月至2003年12月任经济部长，2003年12月至2010年12月8日担任副总理，2011年12月至2012年任驻俄大使，在2012年至2014年出任白俄羅斯總統辦公室主任，直到2014年12月27日由總統亚历山大·卢卡申科任命為白俄罗斯总理。
科比亞科夫已婚，有一子一女。